# Ландшафтная индикация
Ландшафтная индикация — совокупность методов оценки состояния природно-территориальных комплексов (ПТК), отдельных их компонентов и протекающих в них процессах по легко доступным для непосредственного наблюдения компонентам или аэрофотоснимкам.
Теорию и методику ландшафтной индикации разрабатывает раздел ландшафтоведения — индикационное ландшафтоведение. С позиций индикационного ландшафтоведения любой ландшафт может быть рассмотрен как ярусная система. Верхний ярус его — эктоярус — образован физиономическими компонентами, участками открытой почвы, поверхностью водоемов и следами деятельности человека. Эктоярус может быть беспрепятственно наблюдаем при маршрутных исследованиях и изображается на аэрофотоснимках. Нижний ярус — эндоярус — образован деципиентными (т.е. скрытыми от непосредственного наблюдения) компонентами, грунтовыми водами, различными горизонты почв, грунты, антропогенными нарушениями, не определяемыми визуально и т.д. Цель ландшафтной индикации — использование эктояруса для познания различных деципиентных компонентов.
Индикатами могут служить не только отдельные компоненты ПТК и их свойства, но и протекающие в них процессы. При этом существует три вида такой индикации:
- индикация процессов, происходивших в ПТК в прошлом и прекратившихся к настоящему времени;
- индикация процессов, протекающих в настоящее время;
- индикация процессов, которые будут происходить в будущем.

Наиболее распространенной разновидностью индикации процессов является стадийно-синхронная индикация, представляющая собой распознавание с помощью ландшафтных индикаторов характера и направленности процессов, протекающих в настоящее время. Индикаторами в этом случае выступают эктоярусы ландшафтно-генетических рядов.
Ландшафтно-генетическими рядами называются ряды, образованные природно-территориальными комплексами, расположенными в пространстве в той последовательности, в какой эти комплексы сменяют друг друга во времени. Каждый ПТК, входящая в такой ряд, отражает определенную стадию процесса. При этом ландшафтно-генетический ряд не обязательно должен представлять единый сопряженный комплекс на одном профиле, а может быть скомпонован путём описаний на нескольких участках.
В условиях все возрастающего антропогенного пресса на природные комплексы все большую актуальность стали приобретать ландшафтно-индикационные исследования различных загрязнений и нарушений природной среды. Суть ландшафтной индикации в этом случае — определение уровня техногенного воздействия по нарушению ярусной и плановой структуры геосистемы (комплексные индикаторы), по измененности отдельных компонентов геосистемы (частные индикаторы). Ведущий принцип ландшафтной индикации воздействия — взаимодополняющее исследование воздействия и нарушения. В результате этого методологического принципа все индикаторы разделены на 2 группы: индикаторы воздействия и индикаторы нарушения.
Индикаторы воздействия — это носители информации и техногенном воздействии. Основные требования, предъявляемые к природным индикаторам воздействия — способность отражать (фиксировать) воздействие и сохранять его в памяти с минимальной трансформацией до времени опробования. К индикаторам воздействия относятся снег, лед, торф, поверхностные (озерные, речные и дождевые) воды, приземный слой воздуха.
Индикаторы нарушений — характеризуют ответную реакцию на техногенное воздействие. К ним относятся почва, почвенные и грунтовые воды, растительный и животный мир. Для индикаторов нарушения (биокосных и биотических) и для всей геосистемы присущ механизм саморегуляции. Для того, чтобы воздействие запечетлилось в «памяти», оно должно превышать некий пороговый уровень, различный для каждой геосистемы и для каждого индикатора.
 